# Cappella istropolitana

La Cappella Istropolitana est un orchestre de chambre de Slovaquie basé à Bratislava. Son nom est parfois orthographié Capella istropolitana.

## Historique
La Cappella Istropolitana a été formée en 1983, et en 1991 l'orchestre a été nommé Orchestre de chambre de la ville de Bratislava par le conseil municipal de la ville.

## Enregistrements
- Francesco Manfredini : Concerti Grossi op. 3 no 1 à 12 (Naxos 8.553891)